# Акулібаба Олександр В'ячеславович
Олекса́ндр В'ячесла́вович Акуліба́ба (нар. Чорноморське, Одеська область) — український військовик, солдат 28-ї окремої механізованої бригади Збройних сил України.

## Нагороди
31 жовтня 2014 року за особисту мужність і героїзм, виявлені у захисті державного суверенітету та територіальної цілісності України, вірність військовій присязі під час російсько-української війни, відзначений — нагороджений орденом «За мужність» III ступеня.